# 河南町
河南町（かなんちょう）は、大阪府南河内地域に位置し、南河内郡に属する町。

## 地理
金剛山地・葛城山の西麓に広がる。
- 山 - 岩橋山
- 河川 - 梅川、千早川、石川

### 隣接している自治体
- 大阪府
  - 富田林市、南河内郡太子町・千早赤阪村
- 奈良県
  - 葛城市、御所市

## 歴史
- 1956年（昭和31年）9月30日 - 石川村・白木村・河内村・中村が合併して発足。

## 行政

### 町長
- 町長 - 森田昌吾（2020年〈令和2年〉4月 - ）
  - 前町長 - 武田勝玄（2006年〈平成18年〉4月 - 2020年〈令和2年〉2月[1]）- 2018年（平成30年）5月18日、町長の退職金を8割削減する条例の改正が無効だとして、町に対し約1,300万円の支払いを求め、大阪地裁に提訴した[2]。4期目の任期途中の2020年（令和2年）2月14日、死去[3]。

## 議会

### 町議会
定数は12人。2016年（平成28年）6月20日時点での会派構成は以下のとおり。
| 会派名       | 議席数 | 所属党派   | 女性議員数 | 女性議員の比率 (%) |
| ------------ | ------ | ---------- | ---------- | ------------------ |
| 自由民主党   | 4      | 自由民主党 | 0          | 0                  |
| 新星リベラル | 4      |            | 2          | 50                 |
| 民主みらい   | 1      |            | 0          | 0                  |
| 公明党       | 1      | 公明党     | 0          | 0                  |
| 日本共産党   | 1      | 日本共産党 | 0          | 0                  |
| 新しい風     | 1      |            | 0          | 0                  |
| 合計         | 12     |            | 2          | 16.67              |

### 衆議院
- 選挙区：大阪15区（堺市（美原区）、富田林市、河内長野市、松原市、大阪狭山市、南河内郡）
- 任期：2021年10月31日 - 2025年10月30日
- 投票日：2021年10月31日
- 当日有権者数：390,415人
- 投票率：55.78％

| 当落 | 候補者名   | 年齢 | 所属党派     | 新旧別 | 得票数    | 重複 |
| ---- | ---------- | ---- | ------------ | ------ | --------- | ---- |
| 当   | 浦野靖人   | 48   | 日本維新の会 | 前     | 114,861票 | ○    |
|      | 加納陽之助 | 41   | 自由民主党   | 新     | 67,887票  | ○    |
|      | 為仁史     | 72   | 日本共産党   | 新     | 29,570票  |      |

## 地域

### 人口
平成22年国勢調査より前回調査からの人口増減をみると、2.92 %減の17,032人であり、増減率は府下43市町村中37位、72行政区域中62位。
| |                                        |  |
| 河南町と全国の年齢別人口分布（2005年） | 河南町の年齢・男女別人口分布（2005年） |  |
| ■紫色 ― 河南町 ■緑色 ― 日本全国 | ■青色 ― 男性 ■赤色 ― 女性              |  |
| 河南町（に相当する地域）の人口の推移 \| 1970年（昭和45年） \| 8,941人 \| \| \| 1975年（昭和50年） \| 12,262人 \| \| \| 1980年（昭和55年） \| 13,967人 \| \| \| 1985年（昭和60年） \| 14,390人 \| \| \| 1990年（平成2年） \| 14,588人 \| \| \| 1995年（平成7年） \| 15,913人 \| \| \| 2000年（平成12年） \| 17,341人 \| \| \| 2005年（平成17年） \| 17,545人 \| \| \| 2010年（平成22年） \| 17,040人 \| \| \| 2015年（平成27年） \| 16,126人 \| \| \| 2020年（令和2年） \| 15,697人 \| \| |                                        |  |
| 総務省統計局 国勢調査より |                                        |  |
| 1970年（昭和45年） | 8,941人                                |  |
| 1975年（昭和50年） | 12,262人                               |  |
| 1980年（昭和55年） | 13,967人                               |  |
| 1985年（昭和60年） | 14,390人                               |  |
| 1990年（平成2年） | 14,588人                               |  |
| 1995年（平成7年） | 15,913人                               |  |
| 2000年（平成12年） | 17,341人                               |  |
| 2005年（平成17年） | 17,545人                               |  |
| 2010年（平成22年） | 17,040人                               |  |
| 2015年（平成27年） | 16,126人                               |  |
| 2020年（令和2年） | 15,697人                               |  |

### 教育
- 大学・短期大学
  - 大阪芸術大学

- 中学校
  - 河南町立中学校

- 小学校
  - 河南町立近つ飛鳥小学校
  - 河南町立かなん桜小学校

- 幼稚園
  - 河南町立かなん幼稚園
  - 河南町立河内幼稚園

### 日本郵政グループ
（2012年〈平成24年〉12月現在）
- 日本郵便株式会社
  - 河南郵便局（白木） - 集配局。
  - 河南神山（こうやま）郵便局（神山）
  - 大ヶ塚（だいがづか）郵便局（大宝＝だいほう）

各郵便局にゆうちょ銀行のATMが設置されており、河南郵便局ではホリデーサービスを実施。
全域の郵便番号は「585-00xx」（河南郵便局の集配担当 / 隣の南河内郡千早赤阪村全域も同じ）である。

### 町・字
- 一須賀（旧石河村）
- 大ケ塚（旧石河村）
- 東山（旧石河村）
- 山城（旧石河村）
- 加納（旧白木村）
- 白木（旧白木村）
- 寺田（旧白木村）
- 平石（旧白木村）
- 上河内（旧河内村）
- 下河内（旧河内村）
- 弘川（旧河内村）
- 持尾（旧河内村）
- 寛弘寺（旧中村）
- 神山（旧中村）
- 芹生谷（旧中村）
- 中（旧中村）
- 馬谷（旧中村）
- 大宝1 - 5丁目（1970年葉室[* 1]と東山・一須賀・山城の各一部より成立）
- さくら坂1 - 5丁目（1990年成立）
- 鈴美台1 - 3丁目（1997年成立。はじめ1丁目、1998年より1 - 3丁目）
- さくら坂南（2007年成立）

1. ↑  1969年太子町葉室の一部が編入。翌1970年廃止。

## 交通

### 鉄道路線
町内に鉄道路線なし。鉄道でアクセスする場合の最寄り駅は、近鉄長野線富田林駅。

### バス
- 4市町村コミバス[4]（富田林市、太子町、河南町及び千早赤阪村地域公共交通活性化協議会が運営）
金剛バスが2023年12月20日の運行をもって路線バス事業を廃止したため、翌日より代替交通として運行開始。近鉄バスと南海バス（千早赤阪村方面発着のみ）に委託する他、当町および千早赤阪村の自家用有償旅客運送にて運行。近鉄バス・南海バスの運行便は交通系ICカードの利用が可能。
- 河南町コミュニティバス「カナちゃんバス」
町所有のバスを使用し自家用有償旅客運送で運行。
- コミュニティタクシー「やまなみタクシー」

### 道路
- 一般国道
  - 町内を走る一般国道 - 国道309号

- 主要地方道
  - 大阪府道27号柏原駒ヶ谷千早赤阪線
  - 大阪府道33号富田林太子線

- 一般府道
  - 大阪府道200号上河内富田林線
  - 大阪府道704号竹内河南線
  - 大阪府道705号富田林五條線

- 広域農道
  - 南河内フルーツロード（金剛広域農道）　※二輪車の終日通行禁止区間がある。

## 名所・旧跡・観光スポット・祭事・催事

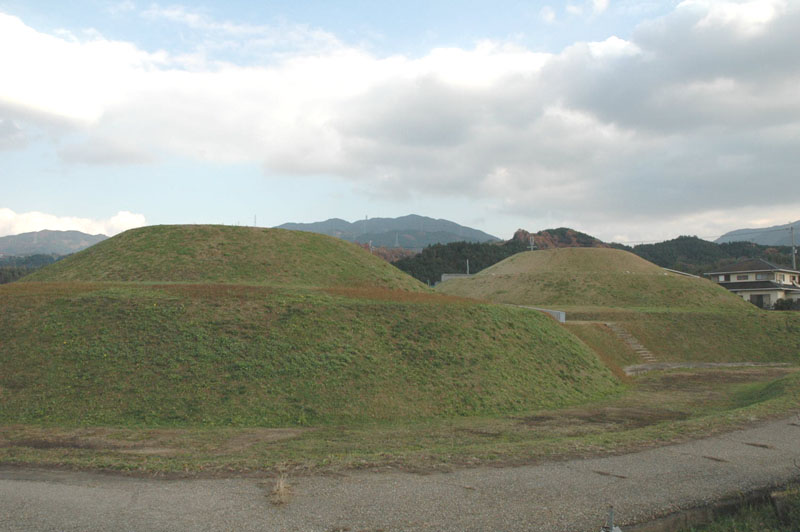
金山古墳

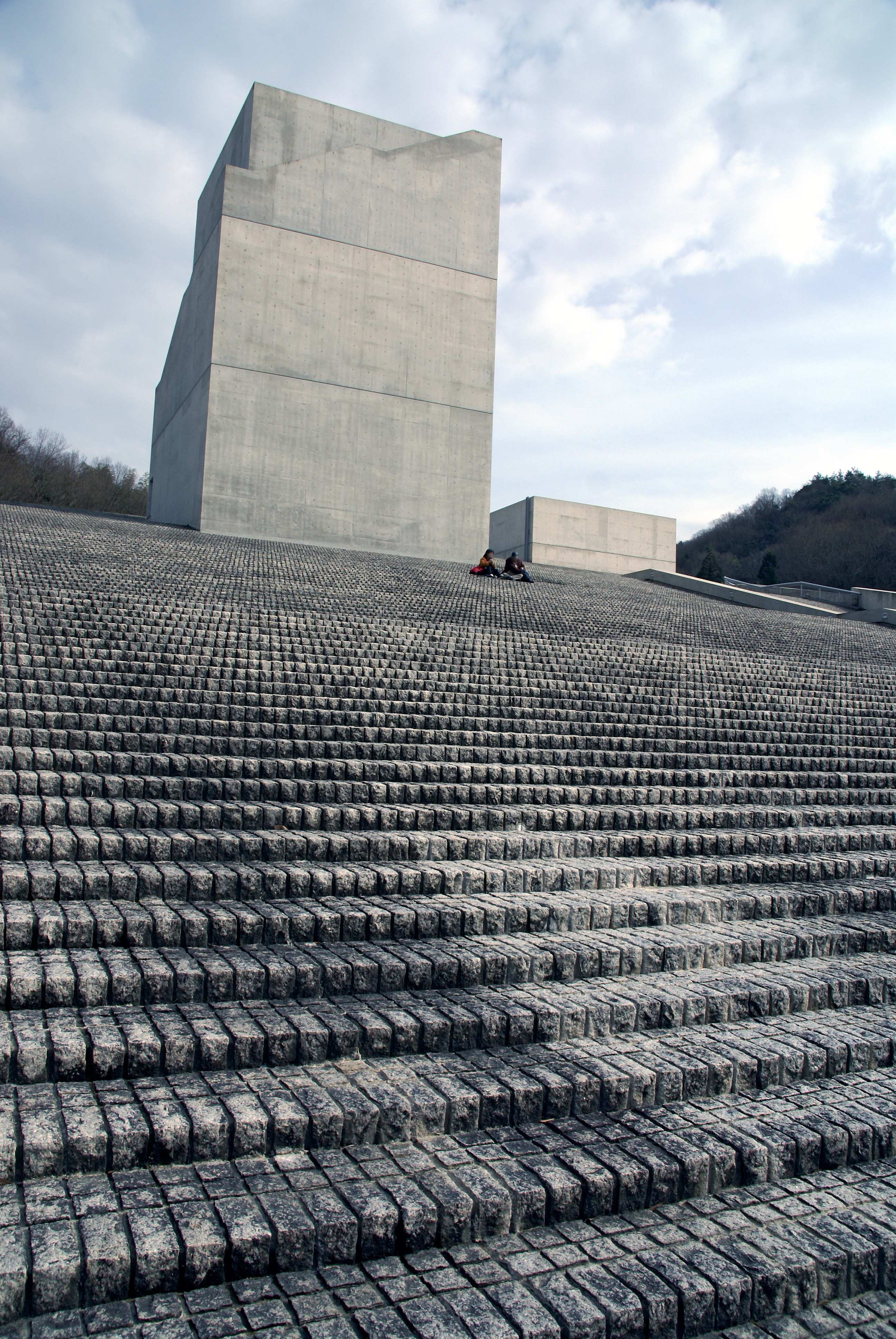
大阪府立近つ飛鳥博物館

### 名所・旧跡
- 大阪府立近つ飛鳥風土記の丘 - 一須賀古墳群
- 金山古墳（国の史跡） - 大小二つの円丘からなる全国的にも珍しい双円墳である
- 弘川寺 - 西行法師の墓
- 高貴寺 - 慈雲尊者の墓
- 顕証寺（大ケ塚御坊） - 大ケ塚寺内町
- 磐船大神社
- 一須何神社
- 法華寺
- 鴨習太神社

### 文化・レジャー施設
- 大阪府立近つ飛鳥博物館
- ワールド牧場

## 出身有名人
- 水田章雄 - 元プロ野球選手・打撃投手・福岡ソフトバンクホークス所属
- 竹本直一 - 政治家